# (552555) 2010 ER65
2010 ER65 ist ein großes transneptunisches Objekt im Kuipergürtel, das bahndynamisch als Scattered Disk Object (SDO) eingestuft wird. Aufgrund seiner Größe ist der Asteroid ein Zwergplanetenkandidat.

## Entdeckung
2010 ER65 wurde am 10. März 2010 von Dave Rabinowitz und Suzanne Tourtellotte am La-Silla-Observatorium (Chile) der Europäischen Südsternwarte entdeckt. Die Entdeckung wurde am 12. April 2010 zusammen mit 2010 ES65, 2010 FB49, 2010 FC49, 2010 FD49 und 2010 FE49 bekanntgegeben.
Der Beobachtungsbogen des Planetoiden beginnt mit der offiziellen Entdeckungsbeobachtung am 10. März 2010. Im September 2018 lagen insgesamt 256 Beobachtungen über einen Zeitraum von 9 Jahren vor. Die bisher letzte Beobachtung wurde im April 2018 am Pan-STARRS-Teleskop (PS1) durchgeführt. (Stand 2. März 2019)

## Eigenschaften

### Umlaufbahn
2010 ER65 umkreist die Sonne in 984,87 Jahren auf einer stark elliptischen Umlaufbahn zwischen 40,04 AE und 157,93 AE Abstand zu deren Zentrum. Die Bahnexzentrizität beträgt 0,595, die Bahn ist 21,22° gegenüber der Ekliptik geneigt. Derzeit ist der Planetoid 41,15 AE von der Sonne entfernt. Das Perihel durchlief er das letzte Mal 2006, der nächste Periheldurchlauf dürfte also im Jahre 2991 erfolgen.
Sowohl Marc Buie (DES) als auch das Minor Planet Center klassifizieren den Planetoiden als SDO; letzteres führt ihn auch allgemein als «Distant Object» auf.

### Größe
Derzeit wird von einem Durchmesser von 457 km ausgegangen, basierend auf einem Rückstrahlvermögen von 6 % und einer absoluten Helligkeit von 5,4 m. Ausgehend von einem Durchmesser von 457 km ergibt sich eine Gesamtoberfläche von etwa 656.000 km². Die scheinbare Helligkeit von 2010 ER65 beträgt 21,49 m.
Da anzunehmen ist, dass sich 2010 ER65 aufgrund seiner Größe im hydrostatischen Gleichgewicht befindet und somit weitgehend rund sein muss, sollte er die Kriterien für eine Einstufung als Zwergplanet erfüllen. Mike Brown geht davon aus, dass es sich bei 2010 ER65 um möglicherweise einen Zwergplaneten handelt.
| Jahr                                         | Abmessungen km | Quelle   |
| -------------------------------------------- | -------------- | -------- |
| 2018                                         | 404,0          | Johnston |
| 2018                                         | 457,0          | Brown    |
| Die präziseste Bestimmung ist fett markiert. |                |          |